# Korona Świętego Stefana

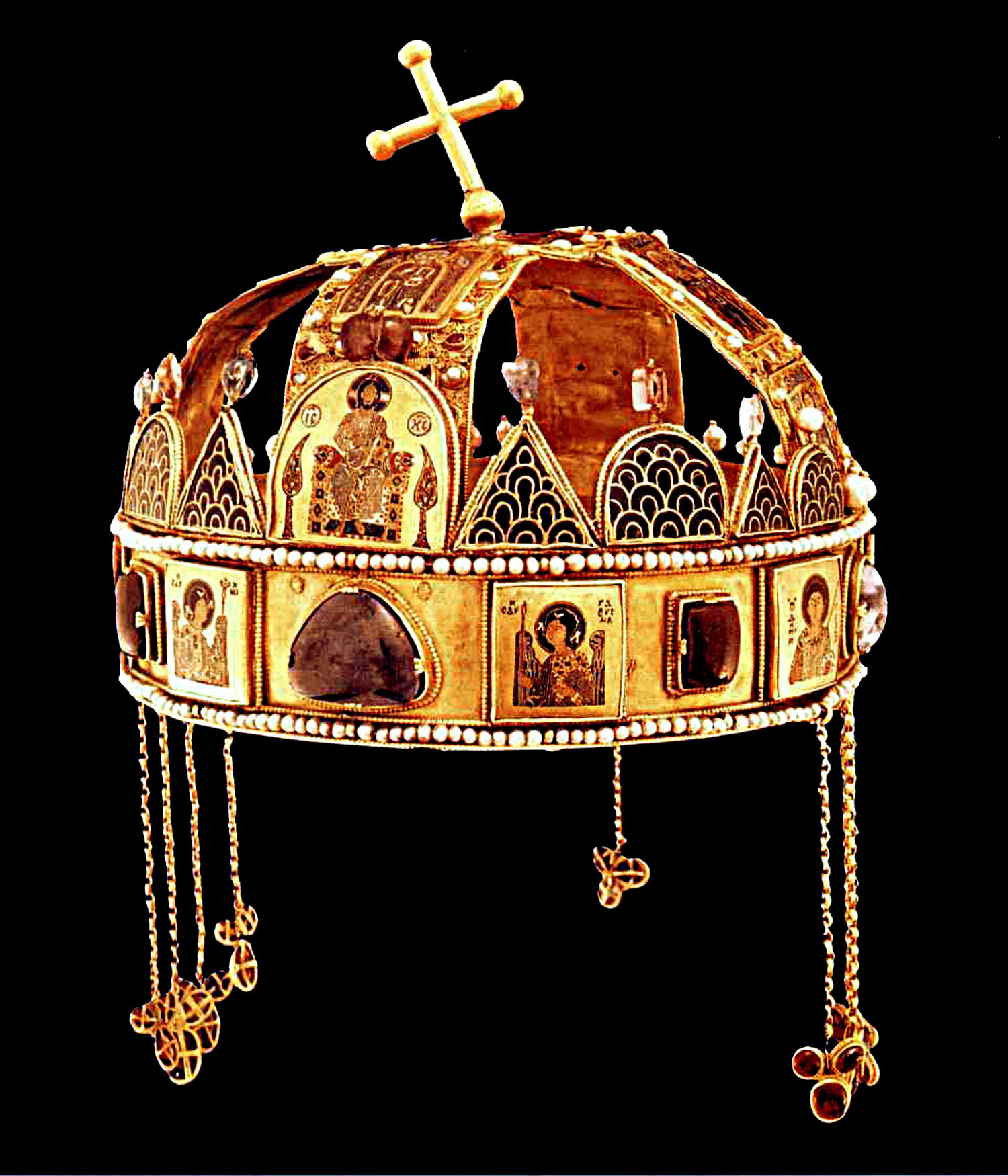
Korona Świętego Stefana

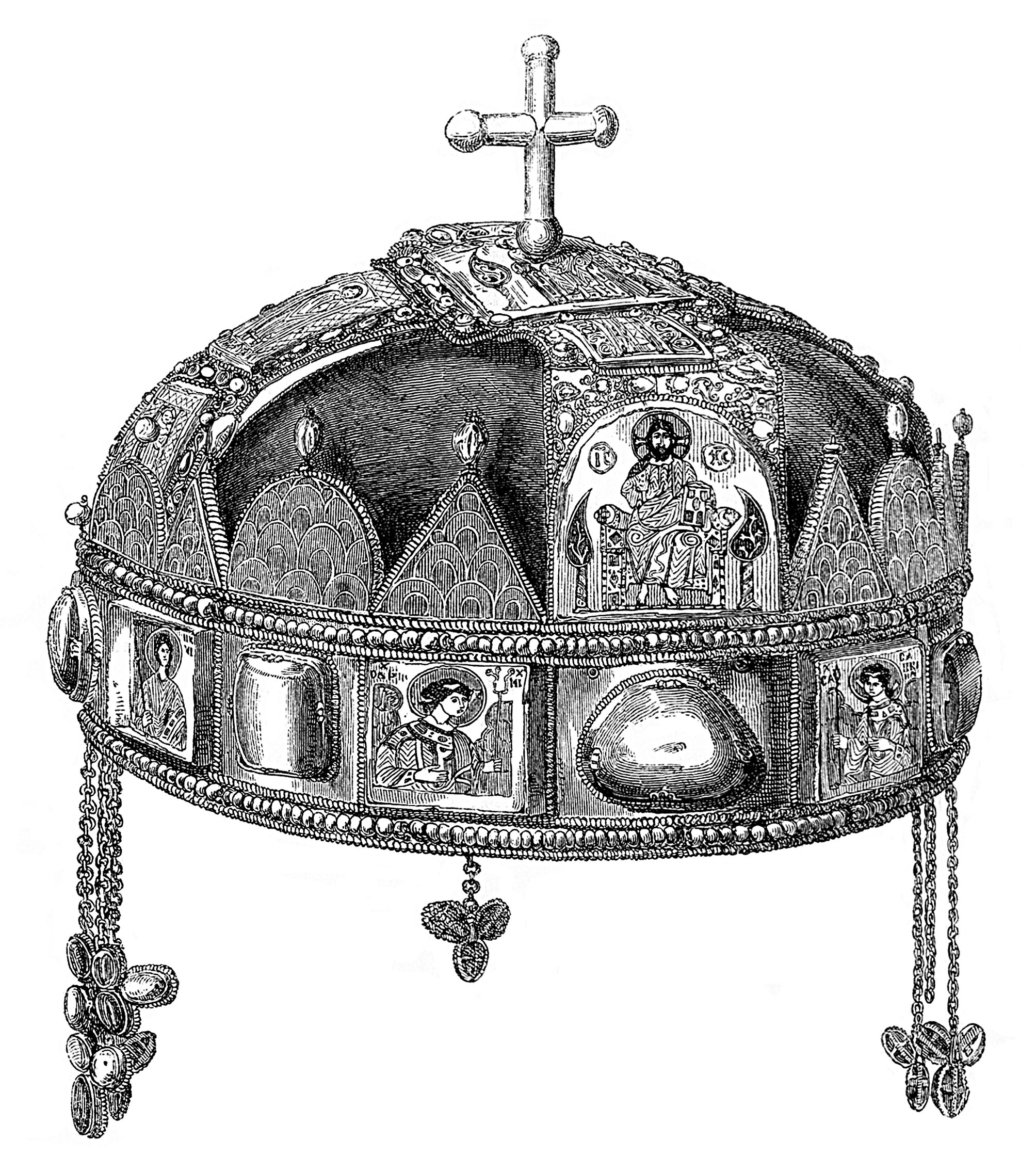
Korona Świętego Stefana (1857)

Korona Świętego Stefana (Święta Korona, węg. Szent Korona, łac. Sancta Corona) – insygnium koronacyjne królów Węgier od XI wieku do 1918 roku. Relikwia narodowa i symbol państwowości Węgier. Przechowywana w gmachu parlamentu w Budapeszcie.
Od 1867 r. do 1918 r. i w okresie 1919–1945 Korona św. Stefana znajdowała się w herbie Węgier, do herbu powróciła w godle przyjętym w 1990 roku przez węgierski parlament. Odwołuje się do niej Konstytucja Węgier z 2011 roku wskazując, że jest ona ucieleśnieniem konstytucyjnej ciągłości państwa i jedności narodu.
Z Koroną Świętego Stefana związane jest pojęcie publicznoprawne Krajów Korony Świętego Stefana jako określenie wszystkich terytoriów podległych władzy królów węgierskich, w latach 1867–1918 oznaczające także węgierską część Austro-Węgier.

## Historia

### Wygląd i pochodzenie korony
Tradycja wiąże koronę z 1000 r., w którym Stefan I Święty miał ją otrzymać w darze od papieża Sylwestra II. Prawdopodobnie jednak Korona Świętego Stefana jest nieco młodsza i nie należała do Stefana I. Składa się z dwóch głównych części różniących się stylem wykonania i językiem inskrypcji: dolnej Corona graeca i górnej Corona latina. Starsza Corona latina jest przypuszczalnie dziełem złotników włoskich i została wykonana w I połowie XI wieku. Tworzą ją dwie łukowato wygięte ku górze taśmy ze złotej blachy krzyżujące się pod kątem prostym, tworzące krzyż równoramienny. Szczyt tej korony, w miejscu skrzyżowania obu kabłąków przykrywa od góry kwadratowa złota blaszka. Wszystkie te trzy elementy są zdobione na obrzeżach czerwonymi almandynami oraz perłami umieszczonymi w złotym filigranowym ornamencie, a w środkowych polach złotymi płytkami z emaliowanymi przedstawieniami figuralnymi:  apostołów na kabłąkach (dwie płytki na każdą połówkę kabłąka, w sumie osiem) i Pantokratora na kwadratowej płytce centralnej. Wyobrażenia apostołów mają podpisy w języku łacińskim. Nowsza Corona graeca z II połowy XI w. jest dziełem mistrzów bizantyjskich i ma postać diademu ze złotej blachy. Dolna i górna krawędź obręczy dekorowana jest pojedynczym sznurem pereł, natomiast między nimi znajdują się umieszczone w środkowym, szerokim pasie obręczy kwadratowe złote płytki z emaliowanymi popiersiami świętych, archaniołów, króla Gejzy I i cesarza Konstantyna. Każda płytka oddzielona jest od sąsiedniej kamieniem ozdobnym. Ponadto stronę czołową diademu zdobią różnej wielkości trójkątne lub półokrągłe złote, emaliowane  płytki zwieńczone kamieniami ozdobnymi, umieszczone ponad górnym brzegiem obręczy. Zdobione są one wzorami geometrycznymi, z wyjątkiem  największej i centralnie położonej, na której jest wyobrażony Pantokrator. Nad krawędzią z drugiej (tylnej) strony diademu wznosi się tylko jedna, centralnie położona (naprzeciw płytki czołowej z Pantokratorem) płytka emaliowana z popiersiem cesarza Michała VII Dukasa, po bokach której są krótkie pionowe pręciki z nasadzonymi perłami. Z kolei do dolnej krawędzi diademu doczepione są złote, swobodnie zwisające łańcuszki zakończone almandynami. Wszystkie postaci wyobrażone na diademie mają podpisy w języku greckim. Corona graeca była prawdopodobnie darem cesarza Michała VII Parapinakesa dla króla węgierskiego Gejzy I. Obie części korony prawdopodobnie połączono pod koniec XI w. Całość wieńczy przekrzywiony złoty krzyżyk, który dodano znacznie później, przypuszczalnie po XIII w. Krzyż ten został przekrzywiony w wyniku uszkodzenia korony w XVII w. i do dziś nie został wyprostowany.

### Znaczenie Korony Świętego Stefana
Korona Świętego Stefana stanowi najważniejszy symbol państwa węgierskiego.
Według tradycji, która ukształtowała się za panowania Arpadów i obowiązywała do XVI w. o ważności koronacji władców Węgier decydowały trzy przesłanki (zwyczaj ten był jednak od XIV w. wielokrotnie łamany):
- - króla Węgier mógł koronować tylko arcybiskup Ostrzyhomia
  - koronacja królewska musiała odbyć się w Székesfehérvár
  - król Węgier musiał być koronowany Koroną Świętego Stefana

### Dzieje Korony Świętego Stefana
Pierwotnie przechowywana w bazylice koronacyjnej w Székesfehérvárze w 1241 roku, podczas najazdu Mongołów na Węgry, została wywieziona do Chorwacji i schowana najpierw w Splicie, a później na wyspie Trau. W 1301 r. po śmierci ostatniego przedstawiciela dynastii Arpadów, Andrzeja III była przedmiotem rywalizacji między kandydatami do tronu węgierskiego. W 1301 r. przywłaszczył ją sobie Wacław II Czeski i przekazał swojemu synowi Wacławowi III. Ten ostatni gdy zrezygnował z tronu węgierskiego w 1305 r. oddał ją swojemu kuzynowi i następcy Ottonowi Wittelsbachowi, który w 1307 r. utracił ją na rzecz László, wojewody siedmiogrodzkiego uzurpującego sobie tytuł królewski.
Od 1310 roku Korona Świętego Stefana była w posiadaniu króla węgierskiego Karola Roberta i jego następców. Od 1401 r. przechowywana była w Ostrzyhomiu, a później w zamku Wyszehrad nad Dunajem. W 1440 r. znów stała się jednak przedmiotem konfliktu. Kryzys dynastyczny na Węgrzech po śmierci Albrechta II i żądania szlachty węgierskiej do ustanowienia królem Węgier, Władysława III Warneńczyka spowodowały, że królowa-regentka Elżbieta chcąc zadbać o interesy własnego syna Władysława Pogrobowca uknuła intrygę dworską i z pomocą swojej dwórki Heleny Kottannerin ukradła koronę z Wyszehradu. Następnie doprowadziła do koronacji małego Habsburga i gdy sprawa sukcesji była załatwiona wywiozła insygnium do Wiener Neustadt.
Koronę przechowywaną w Austrii, zwrócił na Węgry dopiero cesarz Fryderyk III w 1464 r.
W 1526 r. po bitwie pod Mohaczem dostała się w ręce magnata węgierskiego Piotra Perenyego, który ukradł ją ze skarbca w Wyszehradzie. Utracił on ją w 1529 r. Jako łup wojenny została dostarczona sułtanowi tureckiemu Sulejmanowi I Wspaniałemu, który jednak nią wzgardził i odesłał swojemu wasalowi i władcy Siedmiogrodu, Janowi Zapolyi, który walczył z Ferdynandem I po śmierci Ludwika II Jagiellończyka o tytuł króla Węgier.
W połowie XVI w. po śmierci Jana Zapolyi korona przypadła jego żonie regentce Siedmiogrodu, Izabeli Jagiellonce, która oddała ją Habsburgom. Od tego czasu Korona Świętego Stefana przechowywana była najpierw w Wiedniu, później w Pradze, żeby od 1608 r. znaleźć swoje miejsce w skarbcu na zamku w Preszburgu. W XVII w. ze względu na działania wojenne była kilkakrotnie ukrywana i przenoszona. W 1644 r. przewieziono ją do Győr, gdy wojska siedmiogrodzkie Jerzego I Rakoczego okupowały Słowację. Z Preszburga wywieziono ją również w 1683 r. podczas najazdu tureckiego. Na początku XVIII w. była przechowywana w Wiedniu. Było to podyktowane potrzebą ukrycia insygniów koronacyjnych przed powstańcami węgierskimi dowodzonymi przez księcia Franciszka II Rakoczego.

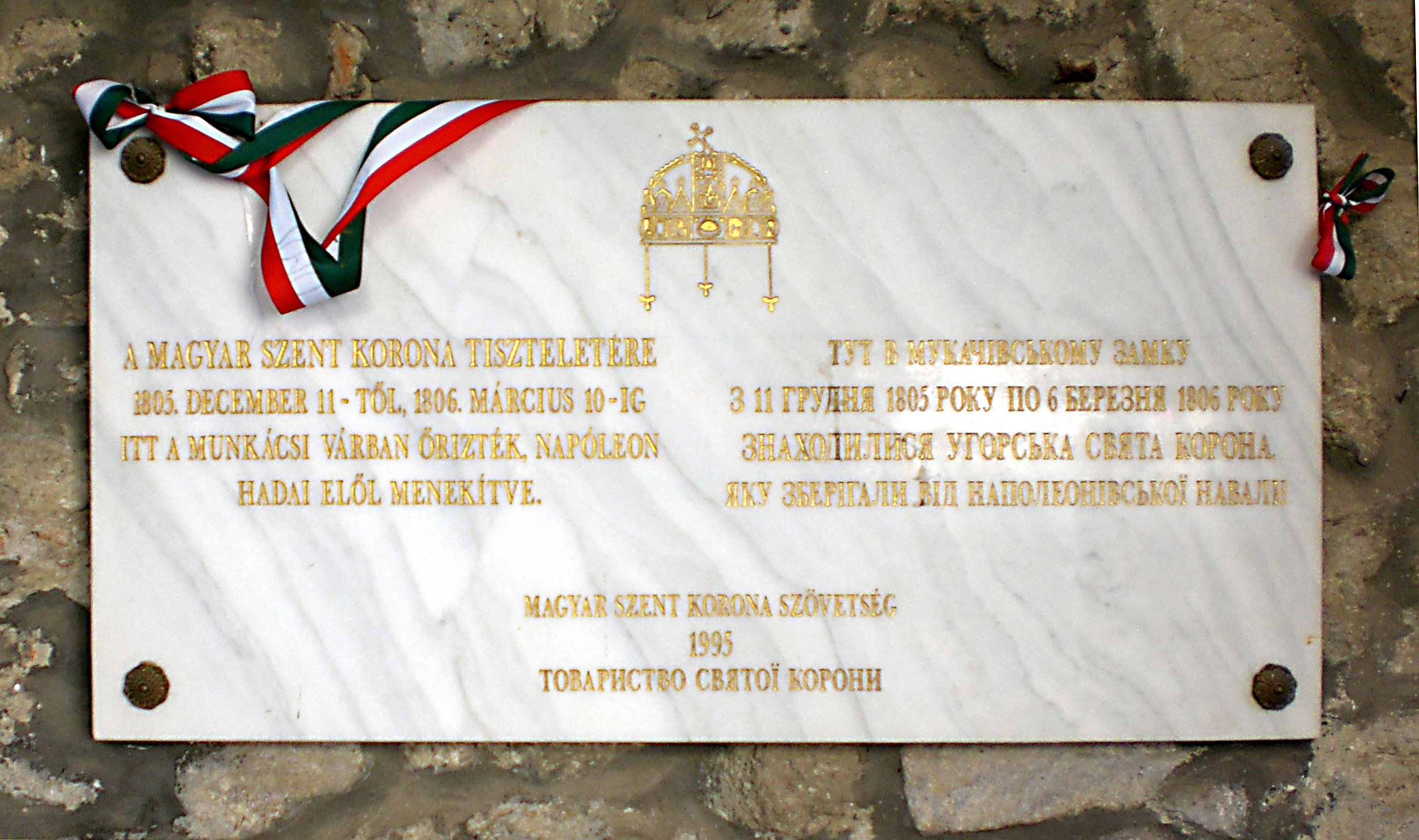
Tablica na zamku w Mukaczewie, upamiętniająca przechowywanie tam korony w latach 1805–1806

15 kwietnia 1784 na polecenie Józefa II Habsburga koronę wywieziono z Preszburga do Wiednia, co miało symbolizować centralizację monarchii. Na skutek opozycji Węgrów cesarz na łożu śmierci zmienił swoją decyzję i 18 lutego 1790 r. Korona Świętego Stefana została wywieziona z Wiednia. Od tego czasu przechowywano ją na zamku w Budzie. Przez okres wojen napoleońskich była w ukryciu przewożona pod eskortą po różnych zamkach i miastach monarchii habsburskiej.
Korona na krótko zaginęła w czasie Wiosny Ludów, kiedy to przywódca powstania na Węgrzech Lajos Kossuth, przed udaniem się na emigrację rozkazał w 1849 r. zakopać insygnia królewskie w ziemi w miejscowości Orszowa. Odnaleziono ją w 1853 r. i przewieziono uroczyście do Budapesztu gdzie po reperacji posłużyła do koronacji Franciszka Józefa I w 1867 r. i Karola IV w 1916 r.
Po I wojnie światowej w okresie regencji admirała Miklósa Horthyego stała się relikwią narodową i symbolem suwerenności Węgier. Pod koniec II wojny światowej Straż Koronna przewiozła koronę do Austrii by zapobiec dostaniu się jej w ręce radzieckie. Została tam przekazana amerykańskiej administracji okupacyjnej. Korona Świętego Stefana w największej tajemnicy została przewieziona do Stanów Zjednoczonych Ameryki i zdeponowana w Fort Knox. W skarbcu amerykańskiego banku federalnego przechowywana była do lat 70 XX wieku. W styczniu 1978 zgodnie z decyzją prezydenta Jimmy’ego Cartera została przekazana ówczesnym władzom węgierskim. Przechowywano ją w Węgierskim Muzeum Narodowym. Od 2000 r. wraz z berłem, jabłkiem i mieczem koronacyjnym jest wystawiona w Sali pod Kopułą Parlamentu Węgier.